# 랜드스피더
랜드스피더(Landspeeder)는 《스타워즈》 시리즈에 등장하는 가공의 반중력 이동수단이다. 주로 다른 곳으로 이동할 때 이용한다. 지면보다 조금 위에서 낮게 뜨면서 공중에서 이동한다고 볼 수 있다. 스타워즈 세계관에서 가장 흔히 널려진 이동수단이다.